# Torralba (Alt Millars)
Torralba (en castellà i oficialment, Torralba del Pinar) és un municipi valencià que es troba a la comarca de l'Alt Millars. Limita amb Montant, Cirat, les Fonts d'Aiòder, Aiòder, Vilamalur, Pavies i Figueres.

## Geografia
El relleu és molt muntanyós i el configuren els forts pendents septentrionals de la serra d'Espadà, que baixen cap a la vall del Millars. Les altures es mantenen per damunt dels 700 metres sobre el nivell del mar i arriben, en alguns casos, als 1.000 metres.
El medi climàtic és de transició entre el mediterrani i les muntanyes. Les mitjanes tèrmiques oscil·len entre els 6 graus de gener i els 23 de juliol i agost. Les precipitacions oscil·len al voltant dels 400 mm anuals i a l'hivern cauen, a vegades, en forma de neu.

## Història
Encara que investigacions recents han cregut veure-hi vestigis romans, el primer document que al·ludix a l'antiga població de Torralba, Vialeva, està signat pel rei musulmà Abū Zayd, en el qual es compromet a cedir els seus territoris a Jaume I i a convertir-se al cristianisme. Per altra banda, a la catedral de València es conserva el testament del fill d'Abū Zayd, Ferran, ja convertit, en el qual llega als seus hereus el castell de Vialeva i Torralba.
Però a pesar de la cristianització dels seus senyors, Torralba encara conserva la població morisca fins a l'expulsió de 1609. Dos anys després, el municipi, que ja pertanyia a la baronia d'Aiòder, és repoblat per cristians.

## Demografia
| 1990 | 1992 | 1994 | 1996 | 1998 | 2000 | 2002 | 2004 | 2006 | 2008 | 2010 |
| ---- | ---- | ---- | ---- | ---- | ---- | ---- | ---- | ---- | ---- | ---- |
| 72   | 66   | 72   | 71   | 67   | 75   | 81   | 68   | 73   | 68   | 64   |

## Economia
L'agricultura és quasi exclusivament de secà, amb predomini dels cultius d'oliveres i ametlers, i els camps se situen en el clàssic abancalament en terrasses. Així mateix, està drenat per la rambla de Fontes, que desguassa en el riu Millars.

## Monuments d'interés

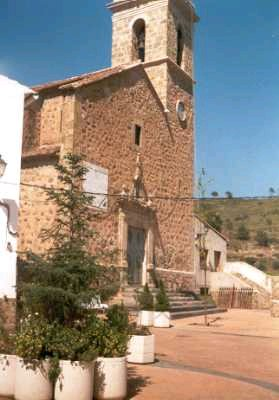
Església del Salvador

- Església parroquial de Sant Salvador (segle xvii)

És d'una nau amb capelles laterals i dividida en tres trams, sense creuer. Presenta decoració d'escaiola amb motius vegetals, pròpia del segle xviii. Posseïx una creu processional amb punxó valencià.
- Ermita de Santa Bàrbara

D'una sola planta i atri amb arcades. Es creu que va ser construïda sobre una antiga mesquita àrab.
- Castell de Vialeva

La funció estratègica del castell devia ser el control dels camins, dels passos cap a Vilamalur i la vall del Millars. És d'origen àrab i probablement va ser construït entre els segles x i xii. S'alça en un promontori pràcticament cilíndric, al centre de la vall que comunica les localitats d'Aiòder i Torralba.

## Llocs d'interés
- Font de Santa Bàrbara. Té unes aigües de gran qualitat i mineralització molt feble, i són molt recomanables per a dietes pobres en sodi.
- Microreserva del Bosque del Tajar. Important i interessant bosc comunal en el qual s'elaborava carbó en l'antiguitat. Declarada Microreserva de flora per la Conselleria de Medi Ambient de la Generalitat Valenciana.

## Alcaldia
Des de 2019 l'alcalde de Torralba del Pinar és Fernando Barrachina Salvador, del Partit Socialista del País Valencià (PSPV-PSOE), qui ja va ser alcalde entre 2014 i 2015.
| Període                       | Alcalde o alcaldessa                             | Partit polític | Data de possessió     | Observacions |
| ----------------------------- | ------------------------------------------------ | -------------- | --------------------- | ------------ |
| 1979–1983                     | Jesús Vicente Ballester Herrero                  | UCD            | 19/04/1979            | --           |
| 1983–1987                     | Jesús Vicente Ballester Herrero                  | AP-PDP-UL-UV   | 28/05/1983            | --           |
| 1987–1991                     | Vicente Usó Tarazón                              | AP             | 30/06/1987            | --           |
| 1991–1995                     | Vicente Usó Tarazón                              | PP             | 15/06/1991            | --           |
| 1995–1999                     | Vicente Usó Tarazón                              | PP             | 17/06/1995            | --           |
| 1999–2003                     | Vicente Usó Tarazón                              | PP             | 03/07/1999            | --           |
| 2003–2007                     | José Pachés Gómez                                | PP             | 14/06/2003            | --           |
| 2007–2011                     | Manuel Calpe Gimeno                              | PP             | 16/06/2007            | --           |
| 2011–2015                     | Manuel Calpe Gimeno Fernando Barrachina Salvador | PP PSPV-PSOE   | 11/06/2011 01/06/2014 | Defunció --  |
| 2015–2019                     | José Navarro Gómez                               | PP             | 13/06/2015            | --           |
| 2019-2023                     | Fernando Barrachina Salvador                     | PSPV-PSOE      | 15/06/2019            | --           |
| Des de 2023                   | n/d                                              | n/d            | 17/06/2023            | --           |
| Fonts: Generalitat Valenciana |                                                  |                |                       |              |